# Анохово (Смоленская область)
Ано́хово    — деревня  в  Смоленской области России,  в Сафоновском районе. Население – 88 жителей (2007 год)  .  Расположена в центральной части области  к северо-западу от города Сафонова, севернее автодороги М1 «Беларусь», на берегу реки Вопец. Входит в состав Вышегорского сельского поселения.  

## История
Впервые упоминается во владельческих актах 1610 года.

## Экономика
Строительные организации, ФКУ «ИК № 1 УФСИН России по Смоленской области».